# Ударник
Ударник (рус. ударник) је руски и српскохрватски израз за суперпродуктивног радника у Совјетском Савезу и Југославији. Реч је изведена из израза „ударни труд“.
Сродни термини су „ударна бригада“ и „ударник комунистичког рада“, совјетска почасна титула.
Ова терминологија се среће у текстовима у вези са радом у другим комунистичким земљама, пре свега у Народној Републици Кини, Северној Кореји, Народној Републици Пољској, Народној Републици Бугарској и Југославији.

## Савремена употреба
У Републици Србији је 2013. године један претраживач огласа за посао добио назив Ударник. Заштитни знак овог сајта је песница унутар петоугла, симболичан приказ комунистичке традиције.